# سينشي كودو
سينشي كودو (باليابانية: 工藤新一، بالروماجي: Kudo Shinichi
) (تُلفظ شينچي كودو) هو الشخصية الرئيسية في سلسلة الأنمي والمانغا اليابانية المحقق كونان. في النسخة المدبلجة إلى العربية، تم تغيير اسمه إلى "سينشي كودو" بدلاً من "شينتشي كودو".

## الخلفية
كان سينشي طالبًا في المرحلة الثانوية يبلغ من العمر 17 عامًا، يدرس في مدرسة تيتان الثانوية، ويعرف بـ"محقق الثانوية" نظرًا لمهاراته الاستثنائية في حل القضايا، حيث كان يساعد الشرطة في حل الجرائم المعقدة. ينحدر من عائلة مشهورة وثرية: والده يوساكو كودو كاتب روايات غموض شهير، ووالدته يوكيكو كودو كانت ممثلة بارزة.
كان يطمح أن يكون مثل شارلوك هولمز، ويعتبره قدوته في عالم التحقيق.

## التقلص وتحوله إلى كونان
انقلبت حياة سينشي رأسًا على عقب بعد أن شهد بالصدفة عملية ابتزاز تقودها منظمة سرية تعرف بالمنظمة السوداء، خلال زيارته لمدينة ملاهي مع صديقة طفولته ران موري. تم مهاجمته من قبل أحد أعضاء المنظمة وأُجبر على تناول عقار سام يدعى APTX-4869، الهدف منه قتل الضحية دون ترك أي أثر. لكن بدلاً من أن يموت، تقلص جسده ليصبح بحجم طفل صغير.

محاولة المنظمة السوداء لاغتيال سينشي والتي تقلص حجمه على إثرها

قرر سينشي إخفاء هويته، واتخذ اسمًا مستعارًا هو كونان إيدوغاوا (باليابانية 江戸川コナン)، مستلهَمًا من الكاتبين إدوغاوا رانبو وآرثر كونان دويل.

## الحياة ككونان
بمساعدة جاره العالم الدكتور أغاسا هيروشي، بدأ كونان باستخدام أدوات متطورة تساعده في حل الجرائم، مثل:
- ساعة تحتوي على مخدر
- حذاء يقوي الركلات
- ربطة عنق مغيرة للصوت

انتقل للعيش مع ران ووالدها كوغورو موري، المحقق الخاص، ليستمر في مراقبة المنظمة السوداء عن قرب.

## الصفات والمهارات
يتميز سينشي/كونان بـ:
- ذكاء فذ وتحليل منطقي عالي
- شغف بالغموض وقراءة روايات والده[4]
- إتقان لعب كرة القدم[9][10]
- مهارات في الرماية وقيادة المروحيات والسفن[9][10]
- اللون الأحمر هو لونه المفضل[11]
- لا يحب الموسيقى أو الغناء

## علاقاته

### ران موري
ران هي صديقة طفولة سينشي وتحمل له مشاعر حب قوية، لكنها لا تعرف بحقيقته ككونان. اعترف لها بحبه بشكل مباشر في الحلقة 618 أثناء رحلتهما إلى لندن. شكت في هويته عدة مرات، لكن خطط سينشي بمساعدة أغاسا حالت دون اكتشاف الأمر.

سينشي يعترف بحبه لران أثناء وجودهما في لندن (الحلقة 621)

### يوساكوويوكيكو كودو
يعرف والدا سينشي بحقيقة تقلصه، ويساعدانه سرًا. والده يوساكو بارع في التحليل، وغالبًا ما يسبق ابنه في استنتاج الحلول، بينما والدته يوكيكو تستخدم مهاراتها في التنكر لدعمه، خاصة في مواجهة المنظمة السوداء.

### الدكتور أغاسا
الدكتور أغاسا هو أول من علم بحقيقة تقلص سينشي، ويعد الداعم الأول له باختراعاته وتقنياته، كما يحتضن الأطفال في فريق المتحرين الصغار.

الدكتور أغاسا وسينشي

### آي هايبارا
آي هايبارا (الاسم الحقيقي: شيهو ميانو) كانت عالمة في المنظمة السوداء وتناولت نفس العقار الذي قلص سينشي. بعد هروبها، أصبحت حليفة له وساعدته في تطوير عقار مؤقت للعودة إلى جسده.

### هيجي هاتوري
هيجي هاتوري هو محقق من مدينة أوساكا وصديق مقرب لسينشي، ويعد من الشخصيات القليلة التي تعرف بحقيقته ككونان.

### مكتب التحقيقات الفيدرالي FBI
يحظى بإشادة كبيرة من قبل أعضاء مكتب التحقيقات الفيدرالي، مثل جيمس بلاك وجودي ستارلينغ وأكاي شويتشي، وذلك بفضل ذكائه الفائق ومهاراته التحقيقية.

### فريق المتحرين الصغار
يتكون من أصدقاء كونان في المدرسة الابتدائية بعد تقلصه، وهم: أيومي يوشيدا، ميتسوهيكو تسوبورايا، وغينتا كوجيما. انضمت إليهم آي هايبارا لاحقًا، مما عزز من قوة الفريق. أصر الأصدقاء على انضمام كونان، واعتبروه أحد أفراد الفريق، دون أن يعرفوا حقيقته كسينشي كودو، باستثناء هايبارا التي تشاركه السر.

### أفراد شرطة العاصمة
قبل تقلصه، ساعد سينشي كودو أفراد الشرطة، وخاصة المفتش ميغوري، في حل العديد من القضايا، مما جعله معروفًا ومشهورًا في عالم التحقيقات. بعد أن تقلص، واصل العمل مع الشرطة، وخصوصًا مع الضابط تاكاغي، حيث تطورت علاقتهما مع مرور الوقت وأصبح تاكاغي يثق بقدرات كونان.

## المواجهة مع المنظمة السوداء
واجه سينشي/كونان المنظمة السوداء مرارًا وتعاون مع مكتب التحقيقات الفيدرالي (FBI) للإيقاع بهم. من بين أبرز أعضاء المنظمة الذين واجههم: جين، فودكا، بلموت، بوربون، وغيرهم.

## العودة المؤقتة
تمكن سينشي من استعادة جسده الطبيعي مؤقتًا بفضل عقار مضاد صنعته آي هايبارا، بالإضافة إلى استخدام مشروب كحولي يسمى "بايكارو".

## من يعلمون حقيقة ما جرى له

### في الأنمي

#### الدكتور أغاسا
هو أول من علم بحقيقة تقلص سينشي. عرف ذلك في الحلقة 2 (قضية اختطاف ابنة رئيس الشركة)، بعد أن لجأ إليه كونان ليشرح له ما حدث. في البداية لم يصدقه، لكن كونان أثبت له صدق كلامه من خلال استنتاجات دقيقة، بالإضافة إلى كشفه عن معلومات شخصية مثل وجود شامة على ظهره. نصحه الدكتور أغاسا بإخفاء هويته لحماية المقربين منه من خطر المنظمة السوداء.

#### يوساكو كودوويوكيكو كودو(والدا سينشي)
ظهرا لأول مرة في الحلقة 43 (اختطاف كونان إيدوغاوا)، وكانا على علم بما حدث لابنهما مسبقًا بعدما أخبرهما الدكتور أغاسا. عرضا عليه السفر معهما للخارج لكنه رفض، مؤكدًا أن هذه قضيته الشخصية.

#### هيجي هاتوري
كشف حقيقة كونان في الحلقة 58 (جريمة قتل مهووسي هولمز – الجزء الثاني)، عندما استيقظ خلال استنتاج كونان بعدما خدر، لكنه تظاهر بالنوم حتى يسمع اعترافه.

هيجي أثناء تنكره بهيئة سينشي لإبعاد الشكوك عن كونان في الحلقة 190 (الإحياء اليائس)

#### آي هايبارا
كانت تعرف حقيقة كونان قبل أن تلتقيه. ظهرت لأول مرة في الحلقة 129 (الفتاة التي أتت من المنظمة السوداء)، وهي التي صنعت عقار APTX4869. بعدما تقلص سينشي، حققت في الأمر وكتبت في تقرير المنظمة أنه مات لحمايته.

#### بلموت
عضوة بارزة في المنظمة السوداء. علمت بحقيقة كونان بعد رؤيتها لصور سينشي ووالدته يوكيكو، لكنها أخفت الحقيقة عن المنظمة لأنها تكن له مشاعر تقدير بعدما أنقذها سابقًا. تم تأكيد معرفتها بحقيقته في الحلقة 345 (المواجهة وجهًا لوجه مع المنظمة السوداء: لغزان في ليلة اكتمال القمر).

#### ايسكي هوندو
هو شقيق ميزوناشي رينا، عميلة وكالة المخابرات المركزية. عرف الحقيقة في الحلقة 508 (النقطة العمياء في محل الكاراوكي) عندما أخبره كونان بنفسه لثنيه عن ملاحقة ران.

#### سوبارو أوكيا(شويتشي أكاي)
هو عميل الـFBI متنكرًا بعد تزوير موته. اكتشف الحقيقة في الحلقتين 690–691 (قضية يوساكو كودو المجمدة)، عندما شاهد كونان يستخدم جهاز تغيير الصوت للاتصال بران متقمصًا شخصية سينشي.

#### أكيمي ميانو
شقيقة شيهو ميانو (آي هايبارا). أخبرها كونان بحقيقته أثناء لحظاتها الأخيرة قبل أن تموت.

### في الأفلام والحلقات الخاصة

#### آيريش
عضو في المنظمة السوداء، ظهر في الفيلم الثالث عشر المطارد الأسود. علم بحقيقة كونان لكنه قُتل قبل كشفها.

#### لوبين الثالث
علم بالحقيقة في الحلقة الخاصة (المحقق كونان: لوبين الثالث ضد المحقق كونان).

#### هيروكي
ظهر في الفيلم السادس خيال شارع بيكر، وقد أنشأ نظام ذكاء صناعي يدعى «سفينة نوح» يعرف بحقيقة كونان.

#### كايتو كيد
عرف حقيقة كونان في الأفلام فقط، وقد تنكر بشخصيته في أربعة أفلام:
- الفيلم الثالث ساحر القرن الأخير: لينقذ كونان من كشف هويته.[34]
- الفيلم الثامن ساحر السماء الفضية: ليساعده في خداع الشرطة.[9]
- الفيلم الرابع عشر السفينة الضائعة في السماء: ليساعده في دخول المنطاد.[35]
- الفيلم التاسع عشر تباعات الشمس الجهنمية: لإنقاذ لوحات فان جوخ.[36]

## الحلقات التي ظهر بها
ظهر سينشي بحجمه الطبيعي عدة مرات خلال الحلقات، عدد الحلقات التي ظهر فيها 98 حلقة، بعضها كانت عودة مؤقتة لحجمه الطبيعي وكانت أربع مرات فقط، وبعضها كانت حلقات من ذكرياته أو ذكريات ران لما قبل تقلصه.

### تفاصيل الحلقات
| رقم الحلقة | عنوان الحلقة                                               | نوع الظهور                                               |
| ---------- | ---------------------------------------------------------- | -------------------------------------------------------- |
| 1          | جريمة قتل الأفعوانية                                       | قبل التقلص                                               |
| 49         | جريمة قتل الدبلوماسي                                       | عودة مؤقتة لحجمه الطبيعي                                 |
| 162        | الغرفة المغلقة في السماء! قضية شينتشي كودو الأولى          | حلقة من ماضيه قبل التقلص                                 |
| 190-193    | الإحياء اليائس                                             | عودة مؤقتة لحجمه الطبيعي                                 |
| 219        | اجتماع المحققين العظام: شينتشي كودو ضد كايتو كيد           | حلقة من ماضيه قبل التقلص                                 |
| 286-288    | سينشي كودو في نيويورك                                      | حلقة من ماضيه قبل التقلص                                 |
| 400        | شكوك ران                                                   | يظهر في ذكريات ران                                       |
| 472-473    | مغامرة سينشي كودو الصغير                                   | يظهر عندما كان طفلًا في ذكريات يرويها كونان               |
| 490        | (هاتوري هيجي) في مواجهة (كودو شينتشي)على المنحدرات الثلجية | حلقة من ماضيه قبل التقلص عندما كان في المرحلة الإعدادية  |
| 521        | القاتل كودو شينتشي                                         | عودة مؤقتة لحجمه الطبيعي                                 |
| 522        | وجه شينتشي الحقيقي ودموع ران                               | عودة مؤقتة لحجمه الطبيعي                                 |
| 523        | الشيء الذي تريد سؤاله حقًّا                                  | عودة مؤقتة لحجمه الطبيعي                                 |
| 524        | شرارة الكراهية الزرقاء (الجزء الأول)                       | عودة مؤقتة لحجمه الطبيعي (متابعة لأحداث الحلقات السابقة) |
| 616-621    | إلهام هولمز                                                | عودة مؤقتة لحجمه الطبيعي                                 |
| 772-773    | قضية شينتشي كودو في حوض الأسماك                            | حلقة من ماضيه قبل التقلص                                 |
| 853        | ذكريات صف زهرة الكرز (ران الصغيرة)                         | حلقة من ماضيه عندما كان صغيراً من ذكريات ران              |
| 854        | ذكريات صف زهرة الكرز (شينتشي الصغير)                       | حلقة من ماضيه عندما كان صغيراً من ذكريات كونان            |
| 927        | رحلة المدرسة القرمزية (أحمر ساطع)..(حلقة خاصة لمدة ساعة)   | عودة مؤقتة لحجمه الطبيعي                                 |
| 928        | رحلة المدرسة القرمزية (حب أحمر)..(حلقة خاصة لمدة ساعة)     | عودة مؤقتة لحجمه الطبيعي                                 |

## الدبلجة العربية
| المؤدي الصوتي | الحلقات                      | الأفلام                                    |
| ------------- | ---------------------------- | ------------------------------------------ |
| مأمون الفرخ   | الجزء الأول والثاني          |                                            |
| زياد الرفاعي  | الجزء الثالث والرابع والخامس | الفيلم الأول (العد التنازلي لناطحة السحاب) |
| كامل نجمة     | الجزء السابع والثامن         | الفيلم الثاني والثالث والرابع              |

حصلت عدة تغييرات في أمور تخص سينشي كودو في الدبلجة العربية أبرزها:
- تغير لفظ اسمه من شينتشي كودو إلى سينشي كودو، لتسهيل لفظ الاسم على ممثلي الأصوات.
- وأيضًا في النسخة العربية لُقِّبت ران بأنها خطيبة سينشي عوضًا عن القول أنها صديقتة المقربة كما في النسخة اليابانية وأسقط ذكر مشاعرهما في أغلب الحلقات من النسخة العربية ما عدا الجزء الأول.

## شهرة الشخصية
في استطلاع رأي تحت عنوان Friendship (الصداقة) أجراه موقع rankingjapan.com حيث كان على المشاركين أن يختاروا شخصية أنمي يودون أن يكونوا أصدقاءً لها، جاءت شخصية سينشي كودو (كونان) في المركز الثالث. وفي استطلاع أجرته مجلة Newtype عام 2001 بعنوان «أشهر 10 شخصيات أنمي في اليابان» جاء سينشي (كونان) في المركز الرابع. وفي استطلاع آخر أجرته نفس المجلة لعام 2010، جاء سينشي في المركز التاسع لأشهر شخصيات الأنمي. وفي استطلاع أجرته eBookJapan في الفترة بين 12\04\2011 إلى 12\05\2011 عن شهرة شخصيات المحقق كونان، وشارك فيه المشاهدون من خارج اليابان أيضًا، جاءت شخصية سينشي كودو بهيئته الحقيقية في المركز الثاني بحصوله على 1,425 صوتًا من أصل 5,883، بينما جاءت شخصية كونان بعد تقلصه في المركز الثالث بعدد 866 صوتًا. بينما وضعه جيان دي ليون من مجلة Complex في المركز الثامن عشر من «قائمة شخصيات الأنمي الـ 25 الأكثر أناقة».

## روابط خارجية
- سينشي كودو على موقع ميوزك برينز (الإنجليزية)